# Türkân Akyol
Türkân Akyol (Istanboel, 12 oktober 1928 – 7 september 2017) was een Turks arts en politicus. Zij was de eerste vrouwelijke rector van een universiteit en de eerste vrouwelijke minister in Turkije.

## Loopbaan
Akyol studeerde geneeskunde aan de universiteit van Ankara. Zij specialiseerde zich als longarts en bouwde een academische carrière uit. In 1970 werd ze benoemd tot professor aan de universiteit van Ankara. In 1971 was ze minister voor Gezondheidszorg en Sociale Zaken in het eerste kabinet van Nihat Erim als onafhankelijke. Bij het ontslag van de regering in december 1971 keerde ze terug naar de universiteit van Ankara. Tussen 1980 en 1982 was ze daar de eerste vrouwelijke rector. In 1983 stond ze mee aan de wieg van de Sociaaldemocratische Partij (SODEP) van Erdal İnönü. Tussen 1987 en 1991 zetelde ze in het Turkse parlement voor SODEP. Ze zetelde nog als minister in de kabinetten van Süleyman Demirel (1992-1993) en Tansu Çiller (1993-1995).